# Pedro Boetto
Pietro Boetto', SJ (Vigone, 19 de maio de 1871 - Gênova, 31 de janeiro de 1946) foi um cardeal italiano da Igreja Católica Romana que serviu como arcebispo de Gênova de 1938 até sua morte, e foi elevado ao cardinalato em 1935.

## Vida e Igreja
Pietro Boetto nasceu em Vigone para Antonio e Caterina (née Anghilano) Boetto. Um dos dois irmãos e três irmãs, foi confirmado pelo bispo Filippo Chiesa de Pinerolo em 1883. Boetto freqüentou o seminário diocesano de Giaveno de 1884 a 1888, quando entrou na Companhia de Jesus em 1º de fevereiro. Enquanto estudava no noviciado de Chieri, ele emitiu seus primeiros votos em 8 de setembro de 1890. Em 1901, foi ordenado ao subdiaconato (28 de julho), diaconado (29 de julho) e, finalmente, ao sacerdócio.(pelo bispo Emiliano Manacorda em 30 de julho). Após terminar seus estudos em teologia em 1902, Boetto então atuou como professor e reitor do genovês "Istituto Arecco" até 1904. Ele fez seus votos finais como jesuíta em 2 de fevereiro de 1906, enquanto servia como reitor de St. Thomas. Colégio em Cuneo (1905-1907). De 1907 a 1916, foi procurador da residência dos jesuítas em Turim. Boetto era provincial da província jesuíta de Turim antes de ir para a Espanha, para servir como visitante das províncias jesuítas de Aragão (1919-1920) e depois de Castela (1920-1921). Ele também serviu como Procurador Geral da Companhia de Jesus (1921-1928), provincial da Província Romana (1928-1930) e Assistente da Itália (1930-1935).
O Papa Pio XI criou o Boetto Cardeal-diácono de Santo Ângelo em Pescheria no consistório de 16 de dezembro de 1935. Em 17 de março de 1938, ele foi nomeado arcebispo de Gênova. Boetto optou por se tornar um Cardeal-presbítero (com a mesma igreja titular), um dia depois de sua nomeação para Gênova, em 18 de março. Ele recebeu sua consagração episcopal em 24 de abril de 1938 do cardeal Gennaro Granito Pignatelli di Belmonte, com arcebispos Giuseppe Migone e Giovanni Vallega servindo como co-consagradores, na Igreja de Santo Inácio de Loyola.
Boetto foi um dos cardeais eleitores que participaram do Conclave de 1939, que selecionou o Papa Pio XII. Durante a Segunda Guerra Mundial, ele foi um firme defensor de Gênova e seus cidadãos. Ele protestou contra o bombardeio da cidade por navios de guerra britânicos, alegando que Deus asseguraria o triunfo da Itália.  Em 8 de dezembro de 1945, Gênova concedeu seu Cardeal com cidadania depois que ele pediu que todas as forças do Eixo perto da cidade se rendessem. 
Boetto morreu de um ataque cardíaco  às 1h30 da madrugada em sua residência arquiepiscopal, aos 74 anos de idade. Sua missa em Requiem foi celebrada cinco dias depois, em 4 de fevereiro de 1946, pelo bispo Pasquale Righetti na Catedral de San Lorenzo; O bispo Giuseppe Siri, o auxiliar de Gênova, fez a oração fúnebre. Boetto foi finalmente enterrado na cripta perto do altar principal da mesma Catedral de Gênova.

## Link Externo
- Cardinals of the Holy Roman Church
- Catholic-Hierarchy [self-published]